# Frederick Scheer
Frederick Scheer (1792 – Northfleet, 30 dicembre 1868) è stato un botanico tedesco.
Noto per aver condotto la sua ricerca nei giardini di Kew.
Suo padre era protestante; trascorse i suoi primi anni in Russia, e successivamente si trasferì a Kew, in Inghilterra, dove aveva anche lasciato i suoi esemplari botanici.

## Pubblicazioni principali
- 1841. The Letters of Diogenes, to Sir Robert Peel, Bart. Ridgway and Richardson, Londres

- 1845. A Brief Description of a New Species of Mamillaria, in the Royal Botanic Gardens of Kew. In: The London J. of Botany 4: 136–137

- 1852–1857. Cactaceae. En: Berthold Seemann: The botany of the voyage of H.M.S. Herald: under the command of Captain Henry Kellett, R.N., C.B., during the years 1845-51. Lovell Reeve and Co. pp. 285–293

- 1856. Cacteae. Ed. Lowell Reeve. 9 pp.

### Libri
- 1840. Kew and its gardens. Ed. B. Steill. 70 pp. Reeditó Chadwyck-Healey Ltd. en 2001

## Eponimi
- (Gesneriaceae) Scheeria Seem.[1]
- (Cactaceae) Coryphantha scheerii Lem.[2]
- (Cactaceae) Echinocactus scheerii Salm-Dyck[3]
- (Cactaceae) Echinopsis scheerii Salm-Dyck[4]
- (Cactaceae) Mammillaria scheerii Muehlenpf.[5]
- (Cactaceae) Opuntia scheerii F.A.C.Weber in Bois[6]
- (Crassulaceae) Cotyledon scheerii Baker[7]
- (Crassulaceae) Echeveria scheerii Lindl.[8]
- (Gesneriaceae) Achimenes scheerii Hemsl.[9]